# Batalla de Jáibar
La Batalla de Jáibar (en árabe: غَزْوَة خَيْبَر‎) se libró en el año 628 entre musulmanes y los judíos que vivían en el oasis de Khaybar, situado 150 kilómetros (93,2 mi) de Medina en el noroeste de la península arábiga, en la actual Arabia Saudí. Al parecer, las tribus judías llegaron a Hijaz tras las guerras judeo-romanas e introdujeron la agricultura, lo que les situó en una posición cultural, económica y políticamente dominante. Según fuentes musulmanas, los soldados musulmanes atacaron a los judíos nativos que se habían atrincherado en fuertes.
Las fuentes musulmanas acusan a los judíos que vivían en Jaybar de un plan para unirse con otros judíos de Banu Wadi Qurra, Taima', Fadak así como Ghatafan tribu árabe para atacar Madinah. El historiador escocés William Montgomery Watt señala la presencia en Khaybar de los Banu Nadir, que colaboraban con las tribus árabes vecinas para protegerse de la comunidad islámica de Medina, que antes había enviado al exilio a las tribus judías por violar los términos de la Carta de Medina y por conspirar para matar a Mahoma. La orientalista italiana Laura Veccia Vaglieri afirma que otros motivos podrían haber sido el prestigio que el compromiso conferiría a Mahoma entre sus seguidores, así como el botín que podría utilizarse para complementar futuras campañas.
Los judíos de Khaybar finalmente se rindieron tras no ver ninguna salida y se les permitió vivir en el oasis con la condición de que dieran la mitad de sus productos a los musulmanes. Los judíos siguieron viviendo en el oasis durante varios años más hasta que fueron expulsados por el califa Umar]]. La imposición del tributo a los judíos conquistados sirvió de precedente para las disposiciones de la ley islámica que exigían la exacción del tributo conocido como jizya de los súbditos Dhimmi en las zonas bajo dominio musulmán, y la confiscación de las tierras pertenecientes a los no musulmanes en la propiedad colectiva de la comunidad musulmana.

## Antecedentes

### Jaybar en elsigloVII
En el siglo VII, Khaybar estaba habitada por judíos. Los habitantes habían almacenado en un reducto de Khaybar un motor de asedio, espadas, lanzas, escudos y otro armamento. En el pasado, algunos estudiosos intentaron explicar la presencia de las armas, sugiriendo que se utilizaban para resolver las disputas entre las familias de la comunidad. Vaglieri sugiere que es más lógico suponer que las armas se almacenaban en un depósito para su futura venta. Del mismo modo, los judíos guardaban 20 fardos de tela y 500 mantos para su venta, así como otros artículos de lujo.  Estas actividades comerciales como causa de hostilidad, argumenta Vaglieri, son similares a las causas económicas detrás de las persecuciones en muchos otros países a lo largo de la historia.
El oasis estaba dividido en tres regiones: al-Natat, al-Shikk y al-Katiba, probablemente separadas por divisiones naturales, como el desierto, las derivas de lava y los pantanos. Cada una de estas regiones contaba con varias fortalezas o reductos que incluían viviendas, almacenes y establos. Cada fortaleza estaba ocupada por una familia distinta y rodeada de campos de cultivo y palmerales. Para mejorar su capacidad defensiva, las fortalezas se levantaban sobre colinas o rocas de basalto.

### Banu Nadir
Tras ser enviados al exilio en el 625 desde Medina por las fuerzas musulmanas, los Banu Nadir se habían establecido en Khaybar. En el año 627, el jefe nadir Huyayy ibn Akhtab junto con su hijo se unieron a los mecanos y beduinos que asediaban Medina durante la Batalla de la Trinchera. Además, los nadir pagaron a tribus árabes para que fueran a la guerra contra los musulmanes. Sobornando a Banu Ghatafan con la mitad de su cosecha, Banu Nadir consiguió 2.000 hombres y 300 jinetes de la tribu para atacar a Mahoma, y de forma similar persuadieron a los Bani Asad. Intentaron que los Banu Sulaym atacaran a los musulmanes, pero la tribu les dio sólo 700 hombres, ya que algunos de sus líderes simpatizaban con el Islam. Los Bani Amir se negaron a unirse a todos ellos, ya que tenían un pacto con Mahoma. Una vez iniciada la batalla, Huyayy ibn Akhtab persuadió a los Banu Qurayza para que fueran en contra de su pacto con Mahoma y se volvieran contra él durante la batalla. Tras la derrota de los confederados en la batalla, y la posterior rendición de Qurayza, Huyayy (que en ese momento se encontraba en las fortalezas de Qurayza en Medina) fue asesinado junto a los hombres de Qurayza. Tras la muerte de Huyayy, Abu al-Rafi ibn Abi al-Huqayq se hizo cargo de los Banu Nadir en Jaybar. Al-Huqayq no tardó en ponerse en contacto con las tribus vecinas para levantar un ejército contra Mahoma. Tras enterarse de esto, los musulmanes, ayudados por un árabe con dialecto judío, lo asesinaron.
A Al-Huqayq le sucedió Usayr ibn Zarim. Una fuente recoge que Usayr también se acercó a la Ghatafan y se extendió el rumor de que pretendía atacar la "capital de Mahoma". Éste envió a Abdullah bin Rawaha con varios de sus compañeros, entre los que se encontraba Abdullah bin Unays, aliado de Banu Salima, un clan hostil a los judíos. Cuando llegaron a Usayr, le dijeron que si acudía a Mahoma, éste le daría una cita y le honraría. Le insistieron hasta que fue con ellos con un número de judíos. Abdullah bin Unays lo montó en su bestia hasta que estuvo en al-Qarqara, a unas seis millas de Khaybar. Usayr cambió repentinamente de opinión respecto a ir con ellos. Abdullah percibió la mala intención de Usayr cuando éste se disponía a sacar su espada. Entonces Abdullah se abalanzó sobre él y le golpeó con su espada cortándole la pierna. Usayr golpeó a Abdullah con un palo de madera de shauhat que tenía en la mano y le hirió en la cabeza. Todos los emisarios de Mahoma cayeron sobre los treinta compañeros judíos y los mataron, excepto un hombre que escapó por su propio pie. Abdullah bin Unays es el asesino que se ofreció como voluntario y obtuvo permiso para matar a Sallam ibn Abu al-Huqayq de Banu Nadir en una misión nocturna anterior en Khaybar.
Muchos eruditos han considerado las anteriores maquinaciones de los Nadir como motivo de la batalla. Según Montgomery Watt, sus intrigas y el uso de sus riquezas para incitar a las tribus contra Mahoma no le dejaron otra opción que atacar. Vaglieri coincide en que una de las razones para el ataque fue que los judíos de Jaybar eran responsables de los confederados que atacaron a los musulmanes durante la batalla de la Trinchera. Shibli Numani también ve las acciones de Khaybar durante la Batalla de la Trinchera, y llama especialmente la atención sobre el líder de Banu Nadir, Huyayy ibn Akhtab, que se había dirigido a los Banu Qurayza durante la batalla para instigarlos a atacar a Muhammad.

### Tratado de Hudaybiyya
En el año 628, cuando los musulmanes intentaron realizar la Umrah (peregrinación menor), tras muchas negociaciones, los musulmanes firmaron un tratado de paz con los Quresh, poniendo fin a las guerras entre musulmanes y Quresh. El tratado también dio a Mahoma la seguridad de no ser atacado en la retaguardia por los mecanos durante la expedición.

### Situación política
Como la guerra con Mahoma parecía inminente, los judíos de Khaybar establecieron una alianza con los judíos del oasis de Fadak. También convencieron con éxito a la tribu beduina de Ghatafan para que se uniera a su bando en la guerra a cambio de la mitad de sus productos. Sin embargo, en comparación con el poder del norte, el ejército de Mahoma no parecía suponer una amenaza suficiente para que los jaybares se prepararan suficientemente para la batalla que se avecinaba.  Junto con el conocimiento de que el ejército de Mahoma era pequeño y estaba necesitado de recursos, la falta de autoridad central en Khaybar impidió cualquier preparación defensiva unificada, y las disputas entre las diferentes familias dejaron a los judíos desorganizados. Los Banu Fazara, emparentados con los Ghatafan, también ofrecieron su ayuda a Khaybar, tras sus infructuosas negociaciones con los musulmanes.

### Fracaso de Banu Ghatafan
Durante la batalla, los musulmanes pudieron impedir que los aliados de Ghatafan de Khaybar (que contaban con 4.000 hombres) les proporcionaran refuerzos. Una de las razones aducidas es que los musulmanes pudieron comprar a los beduinos aliados de los judíos. Watt, sin embargo, sugiere que los rumores de un ataque musulmán a las fortalezas de Ghatafan también podrían haber desempeñado un papel. Según Tabari, la primera parada de Mahoma en su conquista de Khaybar fue en el valle de al-Raji, que estaba directamente entre los Ghatafan y los Khaybar. Al conocer la noticia de la posición del ejército musulmán, los gatafanes se organizaron y salieron a caballo para honrar su alianza con los jaybar. Después de un día de viaje, los ghatafanes creyeron oír a su enemigo a sus espaldas y dieron la vuelta para proteger a sus familias y posesiones, abriendo así el camino al ejército de Mahoma. Otra historia dice que una voz misteriosa advirtió a los Ghatafan del peligro y los convenció de que regresaran a sus hogares.

## Desarrollo de la batalla
Los musulmanes partieron hacia Jaybar en marzo de 628, Muharram AH 7. Según diferentes fuentes, la fuerza del ejército musulmán variaba entre 1400 y 1800 hombres y entre 100 y 200 caballos. Algunas mujeres musulmanas, entre ellas Umm Salama, también se unieron al ejército, para cuidar de los heridos. En comparación con los 10 000 combatientes jaybarianos, el contingente musulmán era pequeño, pero esto supuso una ventaja, ya que les permitió marchar rápida y silenciosamente hacia Jaybar (en sólo tres días), cogiendo a la ciudad por sorpresa. También hizo que Khaybar tuviera un exceso de confianza. Como resultado, los judíos no lograron montar una defensa organizada centralmente, dejando que cada familia defendiera su propio reducto fortificado. Esta subestimación de los musulmanes permitió a Mahoma conquistar cada fortaleza una por una con relativa facilidad, reclamando alimentos, armas y tierras a medida que avanzaba.
Un musulmán informó:  "Nos encontramos con los trabajadores de Khaybar saliendo por la mañana con sus palas y cestas. Cuando vieron al apóstol y al ejército gritaron: 'Muhammad con su fuerza', y se dieron la vuelta y huyeron. El apóstol dijo: '¡Alá Akbar! Khaybar está destruida. Cuando llegamos a la plaza de un pueblo es una mala mañana para los que han sido advertidos'".
Los judíos, tras una escaramuza bastante sangrienta frente a una de las fortalezas, evitaron el combate en campo abierto. La mayor parte de los combates consistieron en disparar flechas a gran distancia. Al menos en una ocasión los musulmanes lograron asaltar las fortalezas. Los judíos asediados consiguieron organizar, al amparo de la oscuridad, el traslado de personas y tesoros de una fortaleza a otra según fuera necesario para hacer más efectiva su resistencia.
Ni los judíos ni los musulmanes estaban preparados para un asedio prolongado, y ambos sufrieron la falta de provisiones. Los judíos, que al principio confiaban demasiado en sus fuerzas, no prepararon ni siquiera el suministro de agua suficiente para un asedio corto. Al principio de la campaña, el hambre de los musulmanes les hizo sacrificar y cocinar varios asnos que habían tomado durante su conquista. Sin embargo, nadie en el ejército musulmán había comido esa carne, ya que Mahoma no vio que los hombres estuvieran a punto de morir de hambre para permitirlo.  Mahoma, que había determinado que estaba prohibido comer carne de caballo, mula y asno, hizo la excepción de que se pueden comer alimentos prohibidos siempre que la escasez no deje otra opción.

### Caída del fuerte de al-Qamus
Después de capturar los fuertes de an-Natat y los de ash-Shiqq, quedaba el último y la fortaleza fuertemente custodiada llamada al-Qamus, cuyo asedio duró entre trece y diecinueve días.
Varios intentos de los musulmanes de capturar esta ciudadela en algunos combates individuales fracasaron. El primer intento lo realizó Abu Bakr, que tomó el estandarte y luchó, pero no pudo tener éxito.  Umar se adelantó entonces y luchó con más vigor que Abu Bakr, pero igualmente fracasó.  Esa noche, Mahoma proclamó: "Por Dios, mañana se lo daré [el estandarte] a un hombre que ama a Dios y a Su Mensajero, a quien Dios y Su Mensajero aman. Alá le otorgará la victoria". Esa mañana, los Quraysh se preguntaban quién debería tener el honor de llevar el estandarte, pero Mahoma llamó a Ali Ibn Abi Tálib. Durante todo este tiempo, Alí, yerno y primo de Mahoma, estaba enfermo y no pudo participar en los intentos fallidos. Alí acudió a Mahoma, quien lo curó de su oftalmia, una inflamación inhibitoria de los ojos, aplicando su saliva a los ojos de Alí. El apóstol le envió con su bandera y Alí, con nuevos bríos, salió al encuentro del enemigo, llevando el estandarte de Mahoma. Cuando se acercó al fuerte, la guarnición salió y él luchó contra ellos. Durante la batalla, un judío le golpeó de manera que su escudo se le cayó de la mano y Alí perdió su escudo. Al necesitar un sustituto, cogió una puerta y la utilizó para defenderse. Se dice que la puerta era tan pesada que se necesitaron ocho hombres para volver a colocarla en sus goznes. En algunas fuentes chiíes también se dice que, cuando llegó el momento de abrir una brecha en la fortaleza, tiró la puerta como un puente para permitir que su ejército pasara a la ciudadela y conquistara el umbral final. El Apóstol reavivó su fe (la de sus seguidores) con el ejemplo de  Alí, a quien otorgó el apellido de "el León de Dios" (Asadullah).
Los judíos se reunieron rápidamente con Mahoma para discutir los términos de la rendición. La gente de al-Waṭī y al-Sulālim se rindió a los musulmanes con la condición de que fueran "tratados con indulgencia" y los musulmanes se abstuvieran de derramar su sangre. Mahoma aceptó estas condiciones y no tomó ninguna de las propiedades de estos dos fuertes.

## Consecuencias
Mahoma se reunió con Ibn Abi al-Huqaiq, al-Katibah y al-Watih para discutir los términos de la rendición. Como parte del acuerdo, los judíos de Jaybar debían evacuar la zona y entregar sus riquezas. Los musulmanes dejarían de hacer la guerra y no harían daño a ninguno de los judíos. Tras el acuerdo, algunos judíos se acercaron a Mahoma con la petición de seguir cultivando sus huertos y permanecer en el oasis. A cambio, darían la mitad de sus productos a los musulmanes. Según la versión de Ibn Hisham sobre el pacto con Jaybar, se concluyó con la condición de que los musulmanes "pueden expulsaros [a los judíos de Jaybar] si y cuando queramos expulsaros." Norman Stillman cree que probablemente se trata de una interpolación posterior destinada a justificar la expulsión de los judíos en el año 642. El acuerdo con los judíos de Khaybar sirvió como un importante precedente para la ley islámica a la hora de determinar el estatus de los dhimmi, (no musulmanes bajo el dominio musulmán).
Tras enterarse de esta batalla, el pueblo de Fadak, aliado de Jaybar durante la batalla, envió a Muḥayyisa b. Masūd a Mahoma. Fadak ofreció ser "tratado con indulgencia" a cambio de la rendición. Con Fadak también se redactó un tratado similar al de Khaybar.
Entre los cautivos estaba Safiyya bint Huyayy, hija del jefe de los Banu Nadir asesinado, Huyayy ibn Akhtab, y viuda de Kenana ibn al-Rabi, el tesorero de los Banu Nadir. Los compañeros informaron a Mahoma de la buena situación familiar de Safiyya, y le pidieron que la aceptara como esposa para preservar su prestigio y estatus. Mahoma accedió a la petición y la liberó y se casó con ella. Así, Safiyya se convirtió en una de las Madres de los creyentes.
Kenana ibn al-Rabi, cuando le preguntaron por el tesoro que traían consigo en el momento de abandonar Medina, negó tenerlo. Se le dijo que en caso de que se encontrara el tesoro escondido, se enfrentaría a la pena de muerte por su falsa promesa. Kenana aceptó. Un judío le dijo a Mahoma que había visto a Al-Rabi cerca de unas ruinas cada mañana. Cuando se excavó la ruina, se descubrió que contenía parte del tesoro. Como resultado, Kenana fue ejecutado. Shibli Nomani rechaza este relato, y sostiene que Kenana fue asesinado porque antes había asesinado a Mahmoud ibn Maslamah, hermano de Muhammad ibn Maslamah.
Según varias tradiciones musulmanas, una mujer judía, Zeynab bint Al-Harith, intentó envenenar a Mahoma para vengar a sus familiares asesinados. Envenenó un trozo de cordero que cocinó para Mahoma y sus compañeros, poniendo la mayor cantidad de veneno en la parte favorita de Mahoma, la paleta. Este intento de asesinato fracasó porque Mahoma reconoció que el cordero estaba envenenado y lo escupió, pero uno de los compañeros comió la carne y murió y la salud de Mahoma se resintió como consecuencia de ello.
La victoria en Khaybar  elevó enormemente el estatus de Mahoma entre sus seguidores y las tribus beduinas locales, que al ver su poder juraron lealtad a Mahoma y se convirtieron al Islam. El botín y las armas capturadas reforzaron su ejército, y capturó La Meca sólo 18 meses después de Khaybar.